# Балто 2: По следите на вълка
„Балто 2: По следите на вълка“ (на английски: Balto 2: Wolf Quest) е американски анимационен филм от 2002 г. Продължението е му от „Балто“ (1995).

## Синхронен дублаж
Филмът има синхронен дублаж на български на Александра Аудио. Екипът се състои от:
| Озвучаващи артисти         | Тамара Войс Николина Чонова Димитър Герасимов Румен Рачев Даниел Цочев Георги Спасов Кирил Бояджиев |
| Песните изпълниха          | Ненчо Балабанов Атанас Сребрев Елена Саръиванова Таня Чернева Стамен Янев                           |
| Български текст на песните | Таня Чернева                                                                                        |
| Тонрежисьори               | Николай Вътов Стамен Янев                                                                           |
| Режисьор на дублажа        | Даниела Горанова                                                                                    |